# 861
| 861                |
| ------------------ |
| Dødsfald - Fødsler |
|                    |

| Gregoriansk kalender | 861 DCCCLXI             |
| Ab urbe condita      | 1614                    |
| Armensk kalender     | 310 ԹՎ ՅԺ               |
| Kinesiske kalender   | 3557 – 3558 庚辰 – 辛巳 |
| Etiopisk kalender    | 853 – 854               |
| Jødisk kalender      | 4621 – 4622             |
| Hindukalendere       |                         |
| - Vikram Samvat      | 916 – 917               |
| - Shaka Samvat       | 783 – 784               |
| - Kali Yuga          | 3962 – 3963             |
| Iransk kalender      | 239 – 240               |
| Islamisk kalender    | 246 – 248               |

Se også 861 (tal)